# Кино „Ранков“
Кинотеатър „Ранков“ във Варна се помещава в сграда, построена със средства на варненския кмет и общественик Коста Ранков през 1911 г. Разполага се на ул. „Шипка“ № 4 във Варна.
Сградата е построена по проект на арх. Дабко Дабков в неоренесансов стил, с шест йонийски полуколони и флорална декоративна пластика. Скулптурната украса е на Кирил Шиваров. Първоначално сградата е била театър като драматични и куклени представления продължават да се изнасят в сградата под името Театър Коста Ранков до 1914 г. След края на Първата световна война салонът се ползва за прожектиране на филми. След 1944 г. киното е преименувано на „Република“. В днешно време е търговски център.